# 圣高隆巴堂 (伦敦)

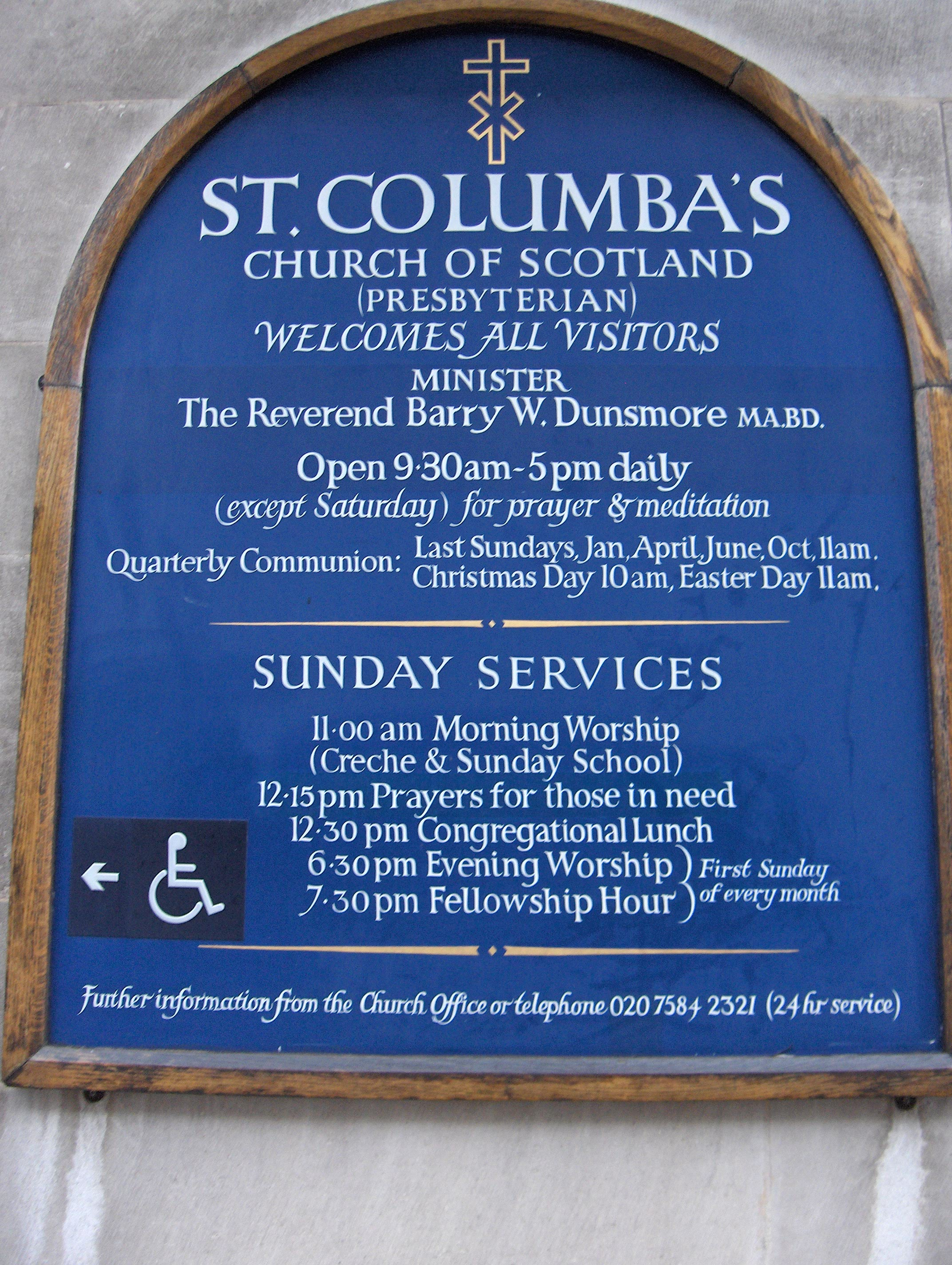

圣高隆巴堂（St Columba's Church）是英国伦敦的两座苏格兰长老会教堂之一，由爱德华·墨菲爵士设计，位于骑士桥桥街（Pont Street），靠近哈洛德百货公司。

## 历史
苏格兰长老会在伦敦的存在可追溯到1603年，堂会在今特拉法加广场附近成立，后来在考文特花园附近建立一个永久教堂。这座教堂仍在使用，但已重建。在伦敦的苏格兰人的增加导致需要兴建更大的教堂。1884年兴建的圣高隆巴堂毁于1941年5月10日晚上的伦敦大轰炸。1955年在原址重建，采用了建筑师爱德华·墨菲爵士引人注目的当代设计，他也设计了吉尔福德座堂。